# Alessandro Bruschetti
Alessandro Bruschetti (Perugia, 1910 – Brugherio, 2 gennaio 1980) è stato un pittore italiano della corrente futurista.

## Biografia
Nato a Perugia nel 1910, si formò all'Istituto d'arte ed all'Accademia di Belle Arti della sua città.
Seguì i corsi romani dell'Istituto per il Restauro nel 1932, venendo in contatto con Gerardo Dottori. Sempre in quel periodo, una delle sue prime opere, Dinamismo di cavalli fu notata da Filippo Tommaso Marinetti, che gli spalancò le porte dell'ambiente futurista.
Nel 1941, assieme a Dottori, sottoscrisse il Manifesto umbro dell'aeropittura.
Trasferitosi a Brugherio, in Lombardia, propose una mostra antologica nel 1975, al Museo della Scienza e della Tecnica di Milano.

## Opere più celebri
- Ritmi di Cascate (1932, Roma, collezione privata) (bozzetto: 1932, Monza, collezione privata)
- Dinamismo di cavalli
- Trittico fascista
- L'Idiota
- Ritratto di Martinetti
- Ritratto della moglie Maria
- Ritratto della figlia Sandra
- A fondo